# Kamohelo Mokotjo
Kamohelo Mokotjo (Odendaalsrus, Sudáfrica, 11 de marzo de 1991) es un futbolista sudafricano. Juega de centrocampista en el Cape Town City F. C. de la Premier Soccer League.

## Selección nacional
Ha sido internacional con la selección de fútbol sub-23 de Sudáfrica. También ha jugado 23 partidos con la selección de fútbol de Sudáfrica absoluta.

### Participaciones en Copas del Mundo
| Mundial                       | Sede   | Año  | Resultado        |
| ----------------------------- | ------ | ---- | ---------------- |
| Copa Mundial de Fútbol Sub-20 | Egipto | 2009 | Octavos de final |

## Clubes
| Club                        | País           | Año       |
| --------------------------- | -------------- | --------- |
| SuperSport United F. C.     | Sudáfrica      | 2008-2009 |
| Feyenoord                   | Países Bajos   | 2009-2013 |
| S. B. V. Excelsior (cedido) | Países Bajos   | 2009-2010 |
| PEC Zwolle                  | Países Bajos   | 2013-2014 |
| F. C. Twente                | Países Bajos   | 2014-2017 |
| Brentford F. C.             | Inglaterra     | 2017-2020 |
| F. C. Cincinnati            | Estados Unidos | 2020-2022 |
| Sekhukhune United F. C.     | Sudáfrica      | 2023-2024 |
| Cape Town City F. C.        | Sudáfrica      | 2024-     |

## Palmarés

### Títulos nacionales
| Título                        | Club       | País         | Año  |
| ----------------------------- | ---------- | ------------ | ---- |
| Copa de los Países Bajos      | PEC Zwolle | Países Bajos | 2014 |
| Supercopa de los Países Bajos | PEC Zwolle | Países Bajos | 2014 |